# Batu Tara

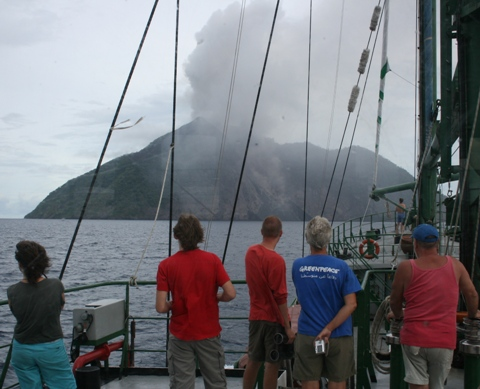
Uitbarsting van de Batu Tara gezien vanaf de Floreszee (2009).

Batu Tara (Indonesisch: Gunung Batu Tara) is een stratovulkaan en Indonesische eiland in de Floreszee in de provincie Oost-Nusa Tenggara.